# Waldshuter Chilbi

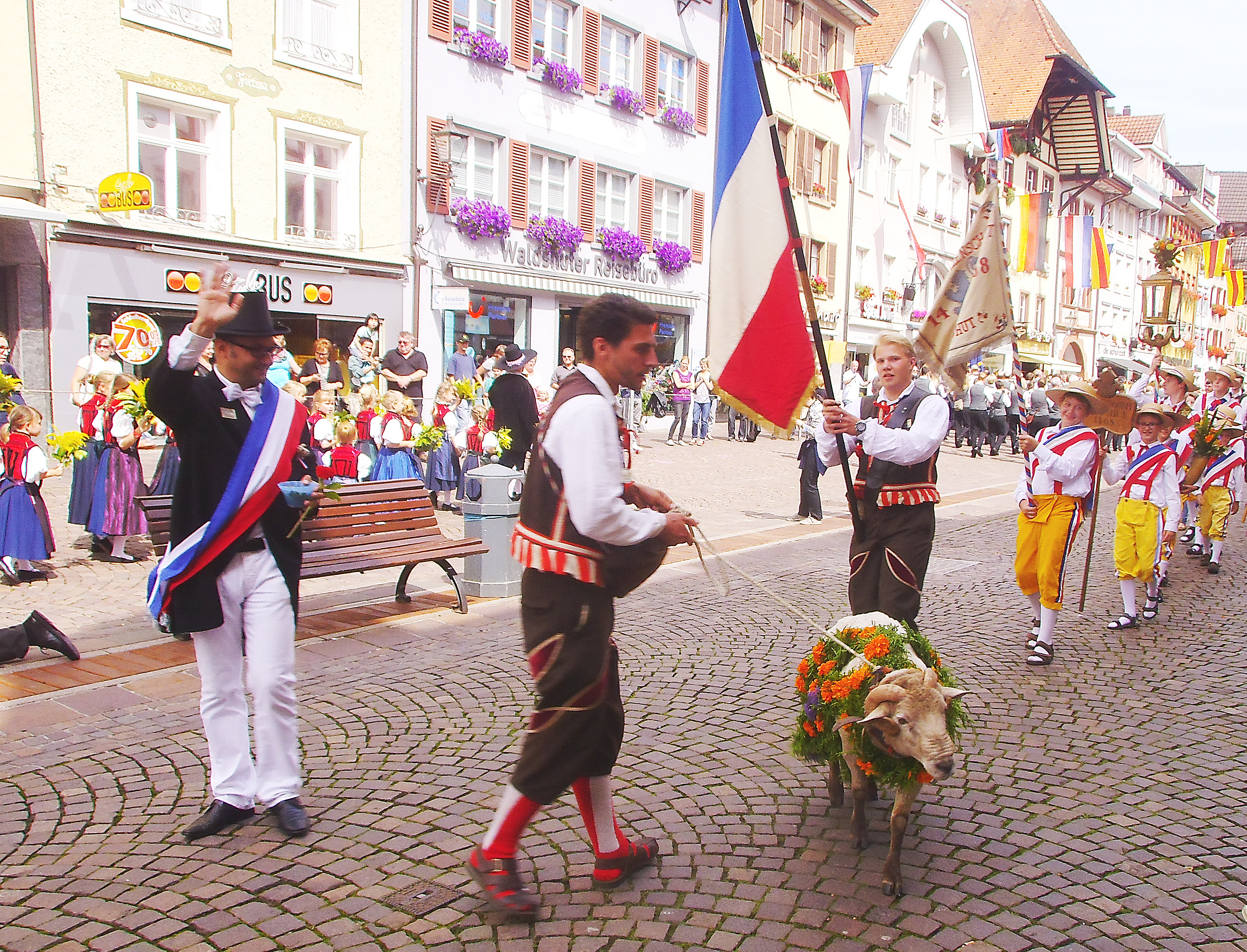
Der Chilbi-Bock beim Umzug 2014

Die Waldshuter Chilbi ist ein traditionelles, jährlich im August gefeiertes Volksfest in Waldshut, heute Waldshut-Tiengen.

## Geschichte

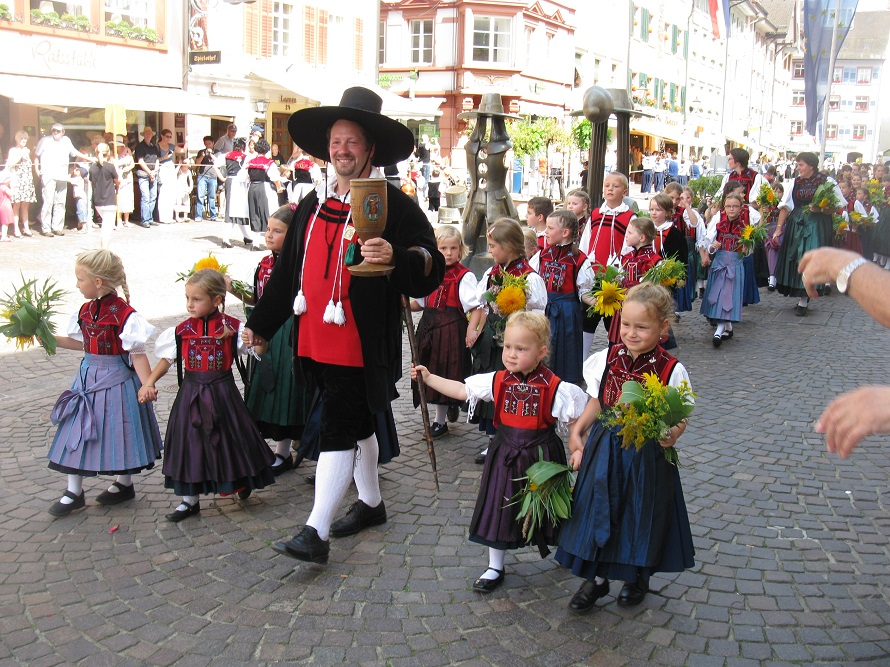
Das Waldshuter Männle beim Festumzug 2013

Die Waldshuter Chilbi wird seit 1468 in Erinnerung an den Friedensschluss nach dem Waldshuter Krieg jedes Jahr feierlich begangen. 
Das 5 Tage dauernde Volksfest wird jeweils am Wochenende nach Maria Himmelfahrt, meist am dritten Wochenende im August, durch die Junggesellenschaft 1468 Waldshut und deren Ehemalige, die Schützengesellschaft 1468 Waldshut, die Vereinigung Alt Waldshut und die Stadtmusik Waldshut ausgerichtet.
Die Vereinigung der Junggesellenschaft 1468 Waldshut ist eine der ältesten Zünfte Deutschlands. Im Basler Torturm, dem Unteren Tor, befindet sich das 1976 neu eingerichtete Zunftarchiv; hier werden die Ordnung, Statuten und das Stubenrecht von 1698 in der Zunftlade aufbewahrt.
Neben den bestehenden Zünften der Handwerksmeister entstanden auch solche der Gesellen. Im sogenannten Bäckerstreit von Colmar (1495–1505) zeigte sich, dass die Junggesellen-Zünfte gemeinsam ihre Ziele besser durchsetzen konnten. So auch bei der Verteidigung der Stadt im Waldshuter Krieg. 1468 wurde die Stadt Waldshut von den Eidgenossen stark beschossen und belagert, jedoch nur teilweise zerstört und konnte nicht eingenommen werden.
Der Legende nach mästeten die Junggesellen nach Wochen der Belagerung den letzten Schafbock und führten ihn auf der Stadtmauer herum, was die Eidgenossen zum Abbruch der Belagerung veranlasst haben soll. In einer anderen Variante der Legende haben die jungen Gesellen den Bock gar über die Mauer ins eidgenössische Lager geworfen, um sie höhnisch am vorgetäuschten Überfluss teilhaben zu lassen.
Das wahre Ende fand die Belagerung aufgrund von Unstimmigkeiten in den Reihen der Eidgenossen. Zunächst wurde der Sturm auf Waldshut vom 17. auf den 19. August verlegt, da man sich nicht einig war, ob er überhaupt stattfinden sollte. Da Zürich und die inneren und östlichen Kantone bis zuletzt gegen den Sturm waren, wurde er in letzter Minute abgeblasen. Zwischenzeitliche Verhandlungen ergaben einen Friedensvertrag, der am 27. August 1468 in der Pfarrkirche zu Dogern unterzeichnet wurde. 

Höhepunkte des Festes sind der Heimatabend / Bürgertheater, der Große Festumzug mit über 1.000 Teilnehmenden und die Bockverlosung. Hierzu wird im Vorfeld jährlich der schönste Schafbock (Widder) gesucht, der als einziges Tier am Festumzug mitlaufen darf. 
Die Waldshuter Chilbi wird jährlich von über 25.000 Personen besucht.